# Бениславский, Михаил Михайлович
Михаи́л Миха́йлович Бенисла́вский (пол. Michał Benisławski; 5 ноября 1860 — 1 февраля 1933) — польский помещик, депутат Государственной думы II созыва от Витебской губернии.

## Биография
Родился в польской дворянской семье герба Побог в имении Узульмуйжа Режицкого уезда Витебской губернии. Отец — Михаил Александрович Бениславский (1826—1868), мать — Ида Ядвига, урождённая Шадурская (Szadurska) герба Циолек (1841—?). Выпускник Рижского политехнического училища. Служил генеральным консулом Дании в Санкт-Петербурге. Владел родным имением Узульмуйжа Режицкого уезда площадью 157 десятин. В момент выборов в Думу оставался внепартийным, по политическим взглядам был близок к умеренным.
7 февраля 1907 был избран в Государственную думу II созыва от общего состава выборщиков Витебского губернского избирательного собрания. В думских материалах был определён как «народовец». По одним сведениям входил в состав Польского коло, однако по другим, нуждающимся в подтверждении сведениям, состоял в группе Западных окраин. Был председателем 4-го отдела Думы. Состоял в думской комиссии о нормальном отдыхе служащих в торговых и ремесленных заведениях.
Подробности дальнейшей биографии неизвестны. Скончался 1 февраля 1933 года в Варшаве, похоронен на кладбище Старые Повонзки, участок 107, ряд 6, место 16.

## Семья
- Жена — Амелия, урождённая Сволынская герба Массальского (1858—1890)[7].
  - Сын — Михал (1884—1971)[8]
  - Сын — Юлиан (1885—1972)[9]
  - Дочь — Ядвига (1890—1923)[10].
- Брат — Александр Виктор (1855—1855), умер в младенчестве[11]
- Сестра — Мария Бронислава, в замужестве Горская (1856—1936)[12]
- Брат — Александр (1857—1860), умер в младенчестве[13]
- Брат — Леон Яахим (1859—1860), умер в младенчестве[14]
- Брат — Мечислав Станислав Адам (1862—1933)[15]
- Сестра — Ядвига Тереса Эмилия (1863 — ?)[16]
- Брат — Мариан Йозеф Павел (1867—1906)[17]
- Сестра — Зофья Моника Пиния (1868—1870), умерла в младенчестве[18]

### Архивы
- Российский государственный исторический архив. Фонд 1278. Опись 1 (2-й созыв). Дело 34; Дело 559. Лист 5